# Zuzanna Ginczanka
Pour les articles homonymes, voir Ginzburg.
Zuzanna Ginczanka, nom de plume de Sara Ginzburg (22 mars 1917 – janvier 1945) est une poétesse polonaise de l'entre-deux-guerres. Même si elle a publié qu'un seul recueil de poésie au cours de sa vie, son livre O centaurach (Sur les Centaures, 1936) crée la sensation dans les cercles littéraires de Pologne. Elle est arrêtée et exécutée par l'occupant nazi à Cracovie peu de temps avant la fin de la Seconde Guerre mondiale.

## Biographie
Zuzanna Ginczanka est née Zuzanna Polina Ginzburg (« Gincburg » en polonais phonétique) à Kiev, alors partie de l'Empire russe. Ses parents juifs ont fui la Guerre Civile russe, en s'installant en 1922 dans la ville de Rivne, dans le Kresy dans la Pologne d'avant-guerre (aujourd'hui dans la partie ouest de l'Ukraine). Son père, Simon Ginzburg, est avocat de profession, tandis que sa mère Tsetsiliïa Ginzburg, née Sandberg, une femme au foyer,. Ginczanka est titulaire d'un passeport Nansen et malgré les efforts déployés à cette fin, échoue à obtenir la citoyenneté polonaise avant le déclenchement de la guerre. Abandonnée par son père qui après le divorce part pour Berlin, et plus tard par sa mère qui après son remariage s'envole en Espagne, elle vit dans la maison de sa grand-mère maternelle, Klara Sandberg, à Rivne, grand-mère qui s'occupe de son éducation. La maison de Klara Sandberg se situe dans la rue principale de la ville, avec sa boutique au rez-de-chaussée, est décrite par l'écrivain Jerzy Andrzejewski, un contemporain de Ginczanka de sa connaissance, et de manière indépendante par le poète Jan Śpiewak, un résident de la ville. Elle est appelée « Sana » par ses amis les plus proches. Entre 1927 et 1935, elle étudie à un lycée de Rivne, le Gymnasium Panstwowe. En 1935, elle s'installe à Varsovie pour entamer des études à l'Université de Varsovie. Ses études se terminent plus vite que prévu, probablement en raison d'incidents antisémites à l'Université.

### Ses débuts
Ginczanka parle à la fois le russe, grâce à ses parents, et le polonais grâce à ses amis (elle ne sait pas un mot de yiddish). Son désir de devenir une poétesse polonaise l'amène à choisir la langue polonaise. Selon la mère de Ginczanka, elle commence à composer des vers à l'âge de 4 ans, et compose un ensemble de ballades à l'âge de 8 ans. Elle publie ses premiers poèmes en 1931, à l'âge de 14 ans, avec « Uczta wakacyjna » (Une fête de vacances) publié dans le bimensuel du journal du lycée, Echa Szkolne édité par Czesław Janczarski. Au cours de cette période de sa vie, Ginczanka est également l'auteure de paroles de chansons. Ses débuts devant le grand public à l'échelle nationale ont lieu en août 1933 dans les pages du Kuryer Literacko-Naukowy, un supplément dominical pour le bien connu Ilustrowany Kuryer Codzienny, avec la publication d'un poème de seize lignes intitulé « Żyzność sierpniowa » (Fertilité du mois d'août ; ou peut-être, avec plus de licence poétique : la plénitude du mois d'août). Dans « Żyzność sierpniowa » la poétesse de 16 ans parle avec la voix d'une femme mature, regardant avec nostalgie le monde des jeunes dans la fleur de l'âge, avec la maturité de l'amour (d'où le titre), de la connaissance et du point de vue de quelqu'un dont la vie a abouti depuis longtemps : le lecteur peut être pardonné de penser que l'auteur des versets est une personne d'un âge avancé. Les deux dernières lignes, en outre, donnent une voix aux sonorités catastrophiques qui restent pour toujours la signature de la poésie de Ginczanka, souvent formulée dans des images sanguinaires telles que celle-ci :

| W gałęziach gruszy zawisł wam księżyc, jak choinkowe złociste czółno, un w wargach malin milczą legendy o sercach, które skrwawiła północ — |  | La Lune bloquée dans les branches d'arbres de poiriers comme la pirogue d'or sur un arbre de Noël, sur les lèvres des framboises les légendes d'automne le silence du cœur ensanglanté par un décret de minuit — |

Encouragée par Julian Tuwim à participer à la Compétition des Jeunes Poètes (Turniej Młodych Poetów) organisée le printemps suivant par le Wiadomości Literackie, le plus important périodique littéraire de Pologne de l'époque, elle remporte une mention honorable (troisième place) avec le poème « Gramatyka » (Grammaire), imprimé dans le numéro du 15 juillet 1934 de l'hebdomadaire qui est en partie consacré aux résultats de la compétition. Elle a 17 ans ; la plupart des 22 autres finalistes (dont Tadeusz Hollender né 1910 et Anna Świrszczyńska, née en 1909, qui remporte le premier prix, ou Witold Makowiecki né en 1903, qui remporte une mention honorable, de première classe, et Juliusz Żuławski né en 1910, mention honorable, troisième classe) sont ses aînés par l'âge. Sept semaines plus tard, dans l'édition du 2 septembre 1934, le Wiadomości Literackie revisite ses concours de poésie par la publication d'une liste de prix supplémentaires aux lauréats : pour sa contribution, Zuzanna Ginczanka reçoit une collection de traductions par Leopold Staff de poésie de Michel-Ange. Le poème de Ginczanka, qui s'ouvre hardiment avec un signe de ponctuation (une parenthèse gauche), traitant toutes les parties du discours, décrivant chacune de manière poétique commençant avec l'adjectif, puis avec l'adverbe, et se terminant avec une analyse philosophico-littéraire du pronom personnel (« je sans vous, vous sans moi, les montants à rien ; ligne 30)   — 

| un pokochać słowa tak łatwo: trzeba tylko wziąć je ne ręki je obejrzeć jak burgund — pod światło |  | pour les paroles librement incite à faire l'amour : vous avez juste à prendre en main et le dosage comme les bourgeons — contre la lumière |

### Période à Varsovie
Lors de son arrivée à Varsovie en septembre 1935, Ginczanka, alors âgée de 18 ans, déjà un peu connue, devient rapidement une « figure légendaire » du monde des artistes d'avant-guerre en tant que protégée de Julian Tuwim, le doyen des poètes polonais de l'époque, une connexion qui lui ouvre les portes de tous les périodiques littéraires, salons et maisons d'éditions les plus importants du pays,. (Ses détracteurs qui lui attribuent le surnom de « Tuwim en jupon » (Tuwim w spódnicy) ; tandis que Gombrowicz, connu pour avoir inventé un surnom pour l'ensemble de ses connaissances, se moque avec le surnom « Gina ».) Les critiques, tels que Karol Wiktor Zawodziński, comparent le lyrisme de Ginczanka à la poésie de Tuwin, réputée pour être indéfinissable et inimitable. Jarosław Iwaszkiewicz, pour sa part, rappelle que Ginczanka est « très bonne » en tant que poétesse dès les premiers textes, sans avoir eu besoin d'incuber son talent poétique et   —  consciente de ses prouesses littéraires   —  demeure en dehors de groupements littéraires, souhaitant s'éloigner publiquement du cercle de Skamander avec qui elle est normalement associée par les autres. Ainsi, par exemple, sa fréquentation du café Mała Ziemiańska, le célèbre repaire des lettrés de Varsovie où avec simplicité, elle tient sa cour à la table de Witold Gombrowicz, est immortalisé dans son poème « Pochwała snobów » (Éloge des Snobs), publiée dans le magazine satirique Szpilki en 1937. (Le cofondateur de la revue en question, l'artiste Eryk Lipiński, va jouer un rôle important dans le sauvetage de ses manuscrits après la guerre et donnera le nom de Zuzanna à sa fille en sa mémoire. L'autre cofondateur, Zbigniew Mitzner, confirmera dans ses mémoires que Ginczanka est très attachée à ce magazine hebdomadaire, lien qu'elle entretiendra très longtemps.) En témoignage de sa gloire, elle est parfois elle-même l'objet de poèmes satiriques et de dessins publiés dans les périodiques littéraires, comme dans le numéro de Noël de 1937 du Wiadomości Literackie où elle est dépeinte dans la bande dessinée collective qui représente la crème de la crème de la littérature polonaise (aux côtés de Andrzej Nowicki et Janusz Minkiewicz, tenant chacun un arc de Cupidon, bien que leurs flèches pointent discrètement à côté d'elle plutôt que vers elle).

#### Impressions
Ginczanka est une femme possédant une frappante, saisissante beauté - « la beauté d'une icône byzantine », selon les mots de l'écrivain Ryszard Matuszewski qui se souvient de l'avoir rencontrée au café Zodiak à Varsovie  —  beaucoup de ses compatriotes écrivains remarquent en particulier ses yeux (chacun légèrement différents, avec un strabisme à la Vénus) et l'attractive harmonie entre son apparence physique agile et son esprit. Jan Kott voit une connexion entre sa poésie, « qui enthousiasme tout le monde », et sa beauté personnelle : « il y a quelque chose d'une qasida perse dans les deux », écrit-il. (son traducteur italien, Alessandro Amenta, a récemment poussé ce raisonnement plus loin, disant que pour ses admirateurs, son corps a fusionné avec sa poésie.) Pour Kazimierz Brandys, de la même génération qu'elle, elle est une « apparition sacrée » aux « yeux de faon ». L'auteur Adolf Rudnicki, cherchant une expression pour la décrire, s'inspire de la « Rose de Sharon » (Róża z Saronu), une strophe du Cantique des Cantiques, ajoutant que le peintre (identifié par lui par la lettre C) pour qui elle a posé nue (en la présence de son époux) lui a confessé que « il n'avait jamais vu quelque chose d'aussi beau de sa vie ». Son portrait par le peintre polonais Aleksander Rafalowski (1894-1980) - une pose en grande tenue - est très connu, et est reproduit dans le Wiadomosci Literackie en 1937,. Ginczanka est admirée pour plusieurs raisons. Czesław Miłosz écrit que l'écrivain Zbigniew Mitzner, cofondateur du magazine Szpilki, a une relation romantique avec elle. Elle est connue pour repousser en masse ses prétendants, mais parfois - comme avec Leon Pasternak (en) - elle s'en fait des ennemis, ce qui aboutit à la publication de satires sur elle comme revanche. Pour Stanisław Piętak, un des poètes les plus célèbres de la période Interbellum, la rencontrer dans la rue est une expérience semblable à une étoile se détachant du ciel et atterrissant à côté de vous. (il y a des preuves que bien qu'elle ait reçu beaucoup d'adulation de certains, l'attention qu'elle reçoit lui pèse, selon ce qu'elle confie à une amie (Maria Zenowicz) « je me sens comme un négro », une curiosité en soi). Seul le poète Andrzej Nowicki semble apprécier de recevoir ses faveurs mais Tadeusz Wittlin le considère comme un compagnon de complaisance sans intrication relationnelle. Ginczanka est vue comme abstinente, d'un comportement modeste et vertueux - elle ne fume pas, ni ne boit -« sauf pour quelques gorgées sous la pression de la bienséance sociale ») : Wittlin l'appelle la « vertueuse Zuzanna (Cnotliwa Zuzanna) dans le sens littéral [i.e. ecclésiastique] ». Cette vision est partagée par d'autres : la poétesse Alicja Iwańska, dont la carrière littéraire coïncide de beaucoup avec celle de Ginczanka, se souvient que malgré l'exquise poésie publiée dans les meilleurs périodiques littéraires du pays et une beauté personnelle ayant de l'effet sur les gens autour d'elle, Ginczanka est souvent méfiante, rougissante et bégaye lorsqu'elle est mise sous le feu des projecteurs.

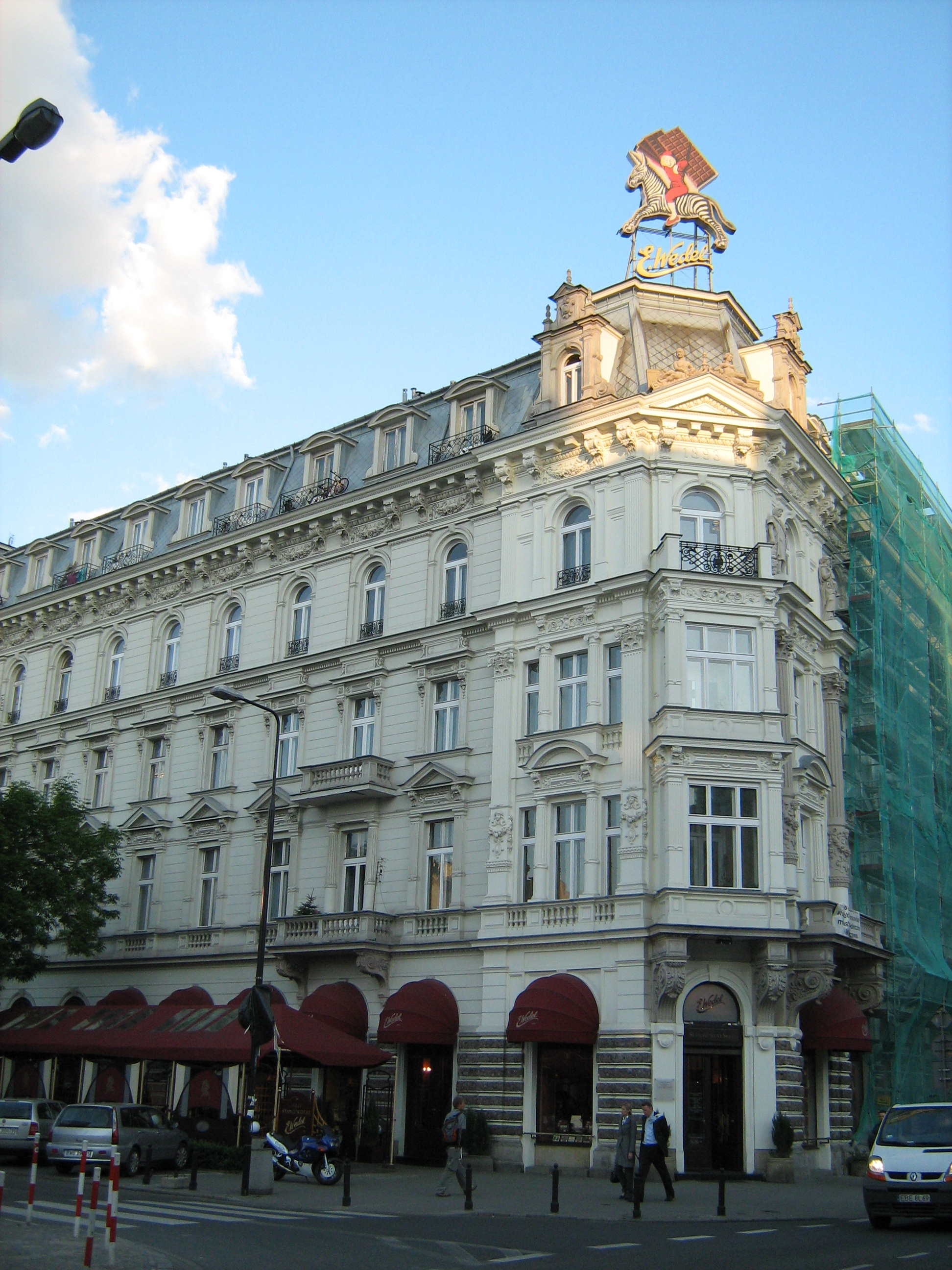
L'immeuble à l'angle de la rue Szpitalna et la rue Przeskok à Varsovie où Ginczanka réside à la fin des années 1930

Józef Łobodowski, peut-être son plus sérieux prétendant entre 1933 et 1938, lui dédie plusieurs poèmes dans le Wiadomości Literackie et plus tard dans la presse polonaise émigrée, et lui consacre un de ses derniers recueils de poésie, Pamięci Sulamity (« En souvenir de la Sulamite »), avec une précieuse introduction autobiographique. Bien que le poète Jan Śpiewak, de tous les intellectuels polonais, est le seul à pouvoir prétendre avoir eu une longue relation avec Ginczanka  (il a résidé à Rivne en même temps qu'elle, a fréquenté le même milieu juif et a le statut de colon de Volhynie venant des anciennes terres de l'Empire russe). Ce sont les souvenirs de Lobodowski qui ont la note la plus intime parmi tous les souvenirs publiés après la guerre par ceux qui l'ont connue, trahissant d'un amour éternel et de l'affection que tous lui portaient.
Avec le genre de célébrité qu'elle aime, son appartement de la rue Szpitalna à Varsovie devient le premier salon littéraire de Pologne à l'occasion de ses anniversaires. Eryk Lipiński rapporte que c'est ici qu'il a rencontré le célèbre écrivain Witold Gombrowicz pour la première fois.

#### Publication
Même si elle ne publie qu'un seul recueil de poésie au cours de sa vie, O centaurach (À propos des Centaures), il fait sensation. Elle explique que le titre en pointant la double nature du centaure, une créature mythologique mi-homme, mi cheval — ici adoptée comme une métaphore de son projet poétique, l'unification dans le verset des différentes qualités de la sagesse et de la sensualité, « étroitement liés comme un centaure ». C'est particulièrement important pour les théories de littérature féministe, car il présente une vision fusionnée de ce qui est traditionnellement considéré comme masculin et du féminin dans l'art et la vie. Pour ceux qui n'ont pas entendu parler de Ginczanka avant, la première exposition de ses versets est souvent une prise de conscience. Le témoignage du poète Tadeusz Bocheński est le plus précieux, car il s'exprime dans une lettre privée et non pour le grand public. Écrit en février 1936 à l'éditeur-en-chef de la revue littéraire mensuelle Kamena, Kazimierz Andrzej Jaworski, Bocheński condamne les poètes connus comme Tuwim et Pawlikowska alors que dans le même temps, il écrit ce qui suit :
Jastrun inspire de l'intérêt, [comme] Ginczanka, alors une inconnue pour moi : je sens instinctivement que nous avons affaire ici à une nature plus profonde, avec la poésie d'ascendance supérieure (rasowsza poezja) ; qui est-elle ? où cette dame veut en venir ?
L'un des plus illustres poètes ukrainiens modernes et l'un des plus détestés par les Soviétiques, Yevhen Malaniouk (1897–1968), qui vit alors en exil à Varsovie, est présenté à la poésie de Ginczanka par Julian Tuwim qui court à en perdre haleine dans les bureaux de rédaction de Biuletyn Polsko-Ukraiński avec l'information d'une nouvelle « super poétesse ». Ginczanka n'hésite pas à prêter son art à l'avancement d'une cause sociale, comme indiqué dans son poème « Słowa na wiatr » (Paroles aux quatre vents), publié dans le Wiadomości Literackie , en mars 1937, dont le message met en doute l'honnêteté des autorités du pays et les promesses des groupes industriels à apporter de l'aide aux personnes dans le besoin pendant la difficile période d'hiver. Sa voix est ici sans pitié, mordant et se moquant (« ils comptent, et comptent, et se lèchent les doigts, et comptent un peu plus » — sc.  le reste des pages de l'hiver du calendrier sur le mur, et de l'argent pour être sauvé), accusant les potentats de blocage dans l'espoir que la vague de froid passe et qu'ils n'aient pas à honorer leurs engagements.

#### Histoires pour la radio
Ginczanka écrit plusieurs pièces de théâtre radiophoniques pour le diffuseur national polonais, la Polskie Radio. En juillet 1937, le programme Pod dachami Warszawy (Sous les toits de Varsovie), écrit conjointement avec Andrzej Nowicki est diffusé. En mars 1938, la presse polonaise annonce qu'une autre pièce de théâtre rédigée par Ginczanka conjointement avec Nowicki, Sensacje amerykańskie (Sensations américaines), sur le thème du voyage de Sherlock Holmes en Amérique, sera diffusée sur la Polskie Radio.

### Aperçus de la guerre
Tel qu'observé par les lecteurs attentifs comme Monika Warneńska, Ginczanka a prophétiquement prévu le début de la Seconde Guerre mondiale et l'extermination qu'elle apporterait avec elle, mais exprimé une touche tellement poétique que leur véritable interprétation peut avoir échappé aux lecteurs de l'époque. Tel son poème intitulé « Maj 1939 » (Mai 1939) publié sur la première page du Wiadomości Literackie, 61 jours avant le déclenchement de la guerre, en juillet 1939. Le poème est entouré de tous côtés par le massif article d'Edward Boyé analysant la nature du fascisme italien, le seul autre article imprimé sur la page. Le poème de Ginczanka, faussement insouciant — presque exubérant — dans le ton alors qu'il considère avec incertitude si le printemps passera sous l'ombre de la guerre, ou sous le charme de l'amour, emploie la métaphore du carrefour avec deux bras divergents, bien qu'en apparence très différents et étant en sens inverse avec les autres, conduit  « à la dernière des choses » (do spraw ostatecznych; ligne 28). Ainsi, dans une déformation du célèbre poème de Robert Frost, il ne fait aucune différence , ici, de prendre « l'un des moins fréquentés » :

| Na maju, rozstaju stoję u dróg rozdrożnych je sprzecznych, gdy obie te drogi twoje wiodą do spraw ostatecznych. |  | Je me tiens à la bifurcation de mai où la route bifurque à l'encontre des ressorts alors que les deux routes en soi conduisent à la chose ultime. |

## Invasion de la Pologne

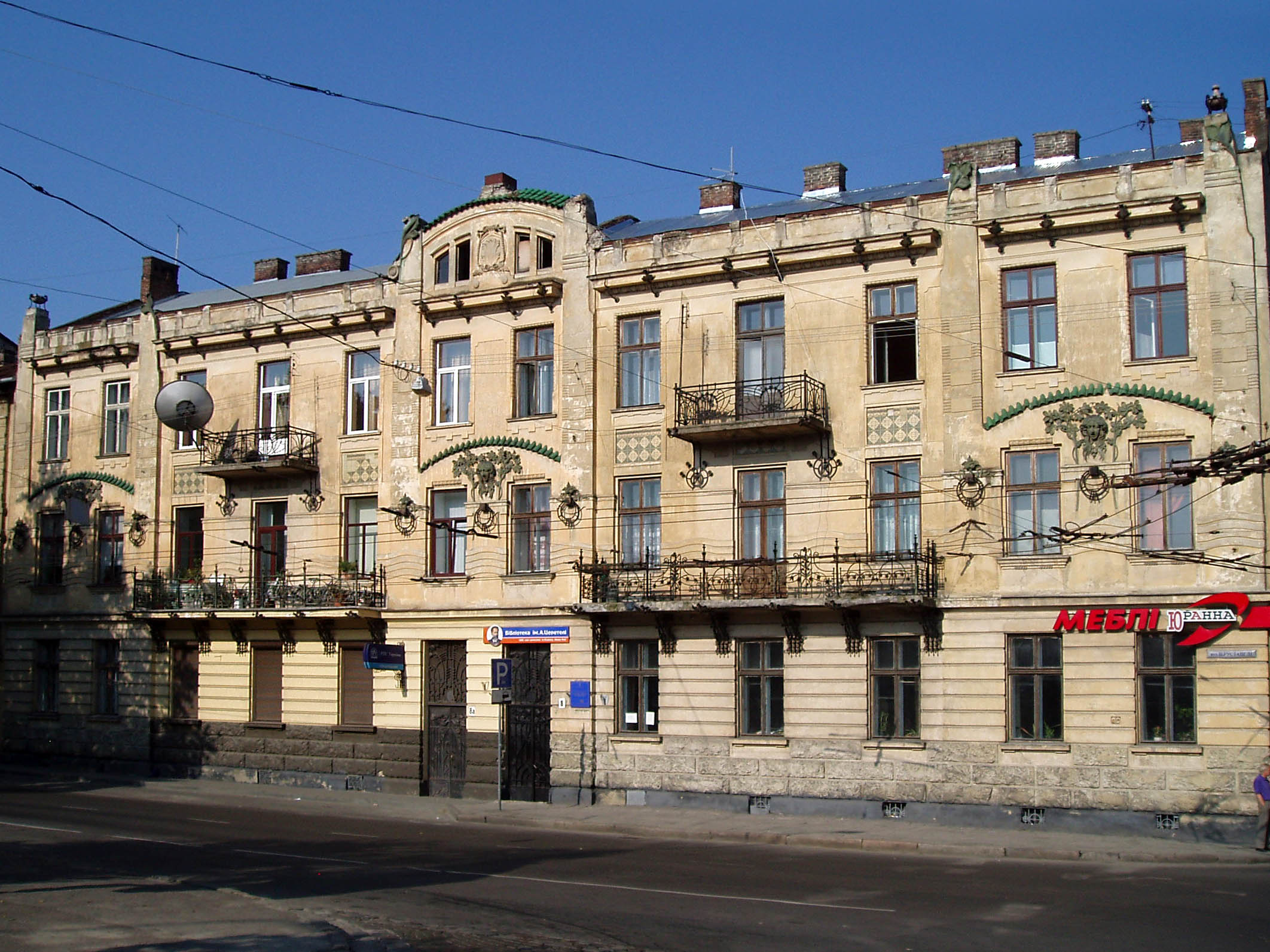
Le bâtiment du no 8 rue Jabłonowskich à Lviv où Ginczanka vit en 1939–1942 et où elle est livrée aux Nazis (photo de 2011 ; la rue aujourd'hui rebaptisée après Rustaveli)

Ginczanka quitte Varsovie en juin 1939 pour passer ses vacances d'été avec sa grand-mère à Rivne. Elle est là-bas lors du déclenchement de la Seconde Guerre mondiale avec l'invasion de la Pologne par le Troisième Reich, le 1er septembre 1939. Elle décide alors de rester à Rivne, une ville située à la frontière est de la Pologne, relativement loin des hostilités. Cette situation change à peine deux semaines plus tard, avec l'invasion soviétique de la Pologne, le 17 septembre, qui introduit le régime soviétique à Rivne (une ville qui ne sera plus jamais polonaise) et, avec elle, le communisme, l'attaque et le harcèlement des « éléments bourgeois ». L'entreprise au rez-de-chaussée de la maison de sa grand-mère dans la rue principale de la ville est immédiatement expropriée, alors que leur quartier est dans une large mesure réquisitionné pour les fonctionnaires soviétiques, en faisant vivre les propriétaires (y compris Ginczanka) dans une chambre de bonne. Ces changements forcent Ginczanka à quitter Rivne pour essayer de trouver un logement dans la grande ville polonaise de Lviv, située 213 kilomètres au sud-est et là aussi, occupée par l'Union soviétique. Avant son départ, sa grand-mère emballe tous les objets de famille et de valeur comme les couverts en argent dans ses bagages, à la fois comme un moyen de préserver ses biens et de fournir une dot à Ginczanka. À Lviv, elle loue un appartement dans l'immeuble au numéro 8 de la rue Jabłonowskich (en photo à droite), où ses corésidents incluent Karol Kuryluk, et les écrivains Władysław Bieńkowski (1906–1991), Marian Aeai (1910–1984), et Franciszek Gil (1917–1960).
De 1939 à 1942, Ginczanka vit à Lviv en Pologne occupée, en tant que rédactrice. Elle écrit un certain nombre de poèmes de propagande soviétique. Elle parvient à éviter de justesse l'arrestation par les forces ukrainiennes ciblant la population juive de la ville, protégée par son passeport Nansen qui leur est inconnu et qui les impressionne suffisamment pour les faire renoncer.
Au début de 1940, à l'âge de 22 ans, elle épouse à Lviv, l'historien de l'art polonais Michel Weinzieher, son aîné de 14 ans (pour certains de 16 ans), un choix qu'elle décide de ne pas expliquer à ses amis. Alors officiellement marié à Weinzieher, elle a une relation avec l'artiste Janusz Woźniakowski, un jeune graphiste polonais extrêmement dévoué à sa poésie. Woźniakowski l'aide à se cacher après l'invasion de Lviv par les troupes allemandes en juin 1941, et lui offre son soutien moral,. Dans le rapport de l'écrivain Franciszek Gil (1917–1960) qui vit dans le même immeuble qu'elle, elle devient pour Woźniakowski la seule raison de son existence. Au cours de cette période, Ginczanka est très active en littérature, composant de nombreux nouveaux poèmes qui, bien que non publiés, sont lus à de petits groupes d'amis. La plupart des manuscrits de ces œuvres ont disparu, très peu d'entre eux sont réécrits de mémoire par ceux qui en étaient venus à les connaître par cœur après la guerre.
Avec l'invasion par l'Allemagne nazie de l'est de Pologne le 22 juin 1941, une zone précédemment occupée depuis le 17 septembre 1939 par l'Union soviétique, la situation de la population juive se corse, l'Holocauste étant déjà en plein essor. À Rivne, la grand-mère de Ginczanka est arrêtée par les nazis et meurt d'une crise cardiaque induite par l'horreur de sa mort imminente lors de son transport au lieu de son exécution à Zdolbouniv, à peine à 17 kilomètres de Rivne. À Lviv, la femme du concierge de l'immeuble où Ginczanka réside, irritée d'avoir de l'espace alloué à une réfugiée comme Ginczanka, voit sa chance de se débarrasser de l'importune locataire et en même temps de s'enrichir. À l'été 1942, elle la dénonce aux autorités nazies nouvellement au pouvoir dans la ville, comme une juive cachée avec de faux papiers. La police nazie tente immédiatement de l'arrêter, mais d'autres résidents de l'immeuble l'aident à s'échapper en sortant par la porte arrière. En un seul jour, la Schupo fait trois raids sur le bâtiment pour arrêter Ginczanka. Finalement, ils réussissent à s'emparer d'elle. Cette arrestation n'entraîne pas son exécution immédiate, ce qui lui permet de s'échapper. Les sources divergent sur les circonstances exactes de son évasion. Selon les documents de justice d’après-guerre lors du procès de Zofja Chomin, tel que rapportés dans la presse, elle réussit à échapper à ses ravisseurs après son arrivée au poste de police mais avant d'être enfermée ; selon d'autres sources, ses amis réussissent à corrompre les soldats. Peu importe les détails, l'incident conduit à l'écriture de son poème le plus connu « Non omnis moriar » (voir encart).

### Période à Cracovie
En septembre 1942, Michał Weinzieher, le mari de Ginczanka décide de quitter Lviv, afin d'échapper à l'enfermement dans le ghetto de Lwów. Ils déménagent à Cracovie, dans l'espoir que cette grande ville inconnue lui donne l'anonymat nécessaire pour survivre avec de faux papiers. Son frère cadet a déjà été assassiné deux ans plus tôt par les soviétiques lors du massacre de Katyń, et Weinzieher fuit littéralement la mort. Lors de son séjour à Cracovie avec la famille Güntner, Weinzieher (imprudemment pour l'époque) poursuit son activisme politique de gauche et continue d'entretenir des contacts avec des partis politiques de gauche illégaux. C'est dans ces circonstances qu'il est rejoint quelques mois plus tard par sa femme, Zuzanna Ginczanka, dont les faux papiers indiquent qu'elle est de nationalité arménienne. Les quelques mois qui séparent son arrivée de celle de son mari à Cracovie, elle les passe avec la tante de son époux à Felsztyn, 97 kilomètres au sud-ouest de Lviv, où elle est présentée comme la fiancée de Woźniakowski. Les faux papiers de Ginczanka et Weinzieher sont fournis dans les deux cas par Janusz Woźniakowski.
À Cracovie, Ginczanka occupe la pièce à côté de celle de Weinzieher, passant la plupart de son temps dans son lit. Selon ses hôtes, Ginczanka à l'habitude de dire que « Ma créativité vient de ma paresse ». Son visiteur le plus régulier est Janusz Woźniakowski, mais elle maintient également des contacts étroits avec la peintre de renom, Helena Cygańska-Walicka (1913–1989), épouse de l'historien de l'art Michel Walicki, Anna Rawicz, et d'autres. Parce que lors de ses rares sorties, Ginczanka attire une attention indésirable de par sa beauté exotique, elle décide de changer sa cachette en partant à Swoszowice dans la banlieue sud de Cracovie, où elle rejoint une amie d'enfance, Blumka Fradis, qui se cache elle aussi des autorités nazies.
Au début de 1944, de façon inattendue, Janusz Woźniakowski est arrêté dans une łapanka - une rafle de rue. Le ticket de blanchisserie trouvé sur lui, indique l'adresse de l'ancienne cachette de Ginczanka qu'elle a déjà quittée mais où Woźniakowski continue de résider avec Weinzieher. Lors d'une perquisition des locaux, où un Woźniakowski ensanglanté sert de témoin, le mari de Ginczanka, Michał Weinzieher, est arrêté. Le 6 avril 1944, est collée sur les murs de Cracovie une affiche émise par le « Tribunal de la Police de Sécurité » (Standgericht der Sicherheitspolizei) listant les 112 noms des personnes condamnées à mort : les 33 premiers noms sont ceux déjà exécutés, le reste sont ceux en attente d'exécution. Le nom de Janusz Woźniakowski est le cinquième sur la liste. Celui de Michał Weinzieher est plus bas.

### Arrestation
Zuzanna Ginczanka change souvent de cachette, la dernière étant dans l'appartement de la sauveuse de juifs, Elżbieta Mucharska ; situé au no 5 de la rue Mikołajska dans le cœur de la Vieille ville de Cracovie. Les circonstances de l'arrestation de Ginczanka sont très discutées après-guerre. Le premier compte-rendu est celui de Wincentyna Wodzinowska-Stopkowa (1915–1991), publié dans ses mémoires de 1989 Portret artysty z żoną w tle (Un portrait de l'artiste avec la femme en arrière-plan). Le repaire de Ginczanka et les mots de passe utilisés par ses sauveteurs sont interceptés par la Gestapo grâce à des messages clandestins destinés à la contrebande provenant de prison et adressés à eux. Les Stopka, mis en cause par la grypses en question, réussissent à obtenir le départ de la Gestapo en les soudoyant avec des bouteilles d'alcool et des pièces d'or « qui disparurent dans leurs poches en un éclair ». Dès que la Gestapo quitte l'immeuble, Wodzinowska-Stopkowa se précipite chez sa voisine où le repaire de Gincznka se trouve pour la prévenir d'un danger imminent, où elle est accueillie à la porte par une femme en sanglots qui leur dit « Ils l'ont déjà pris. Elle a crié, leur a craché dessus... ». Wodzinowska-Stopkowa court à en perdre haleine dans la résidence, voir toutes les autres personnes nommées dans les « cerfs-volants » écrit par Woźniakowski, mais il arrive trop tard, ils ont tous été arrêtés.

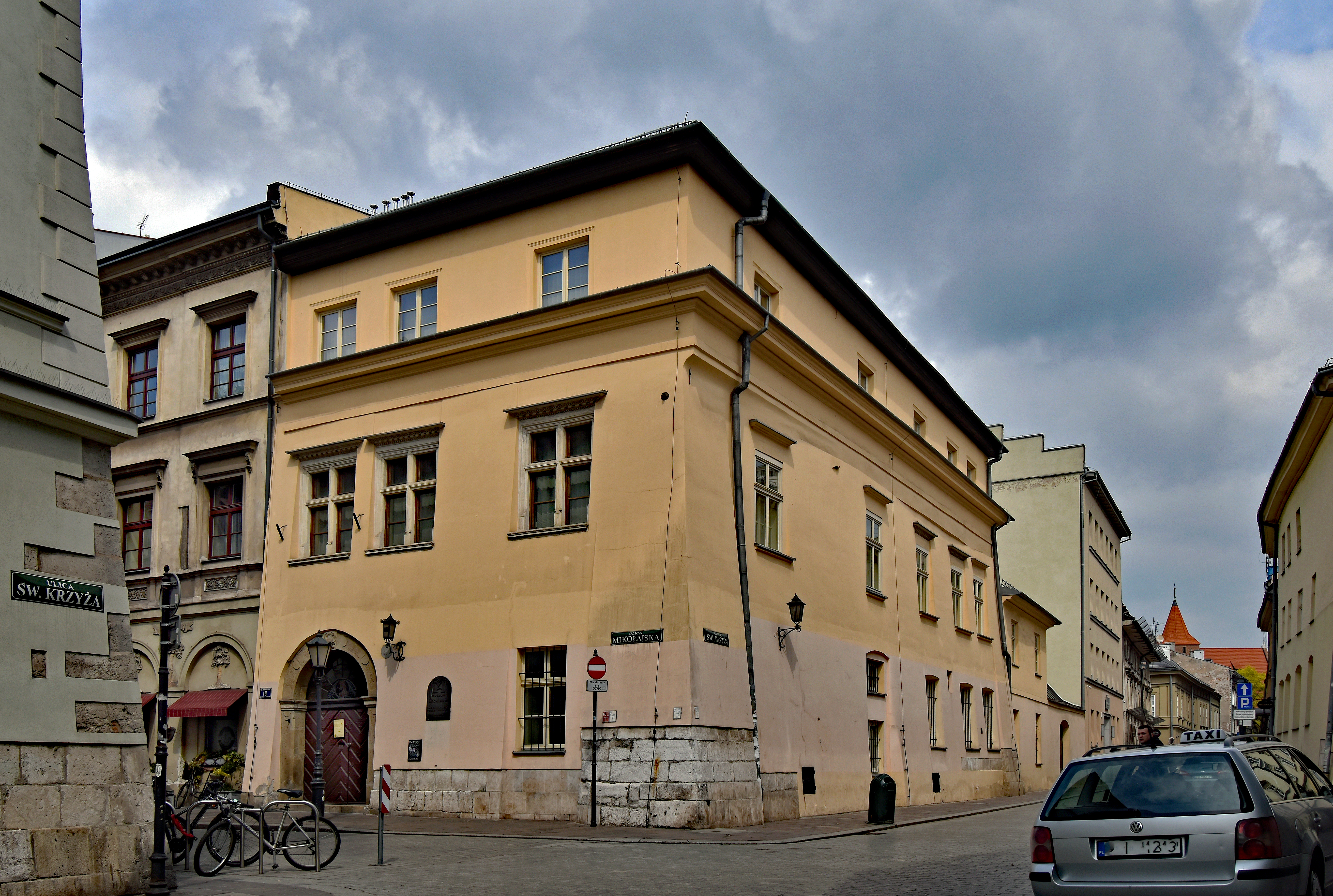
Maison du XVIe siècle de la rue Mikołajska à Cracovie, directement en face de № 5 où Ginczanka vit en 1944, d'où J. Tomczak assiste à l'arrestation de Ginczanka par la Gestapo.

Un autre compte-rendu de l'arrestation de Zuzanna Ginczanka est donné par voie orale à la professeure Izolda Kiec de l'Université de Poznań, 46 ans après le fait en janvier 1991, par Jerzy Tomczak, le petit-fils de Elżbieta Mucharska, la dernière hôtesse de Ginczanka à Cracovie ; il est repris dans un livre en 1994 Zuzanna Ginczanka: życie je twórczość (Zuzanna Ginczanka : Vie et travail). C'est à ce jour le livre le plus sérieux sur elle — une biographie académique. Au moment de l'arrestation de Ginczanka à l'automne 1944, Tomczak a dix ans et vit dans une chambre avec Ginczanka pendant environ un mois. Il se rappelle que, lors de son séjour, Ginczanka ne quitte jamais les locaux pour des raisons de sécurité, et n'ouvre jamais la porte lorsqu'elle est seule. Le seul visiteur qu'elle reçoit est une amie d'école, « une blonde sans caractéristiques sémitiques », Blumka Fradis. Un jour, en rentrant de l'école, il est intercepté dans l'escalier par un voisin qui lui dit de faire marche arrière : « Ils sont chez toi... ». Il fait demi-tour et se cache dans le vestibule de l'immeuble en face. Environ une demi-heure plus tard, de sa cachette, il observe Zuzanna Ginczanka et Blumka Fradis être escortées par la Gestapo hors de son immeuble. Il commente : « Je n'ai aucune idée de comment ils ont réussi à les trouver. Je soupçonne une dénonciation par un voisin. Il n'y a pas d'autre possibilité ».

### Lieu et date de décès

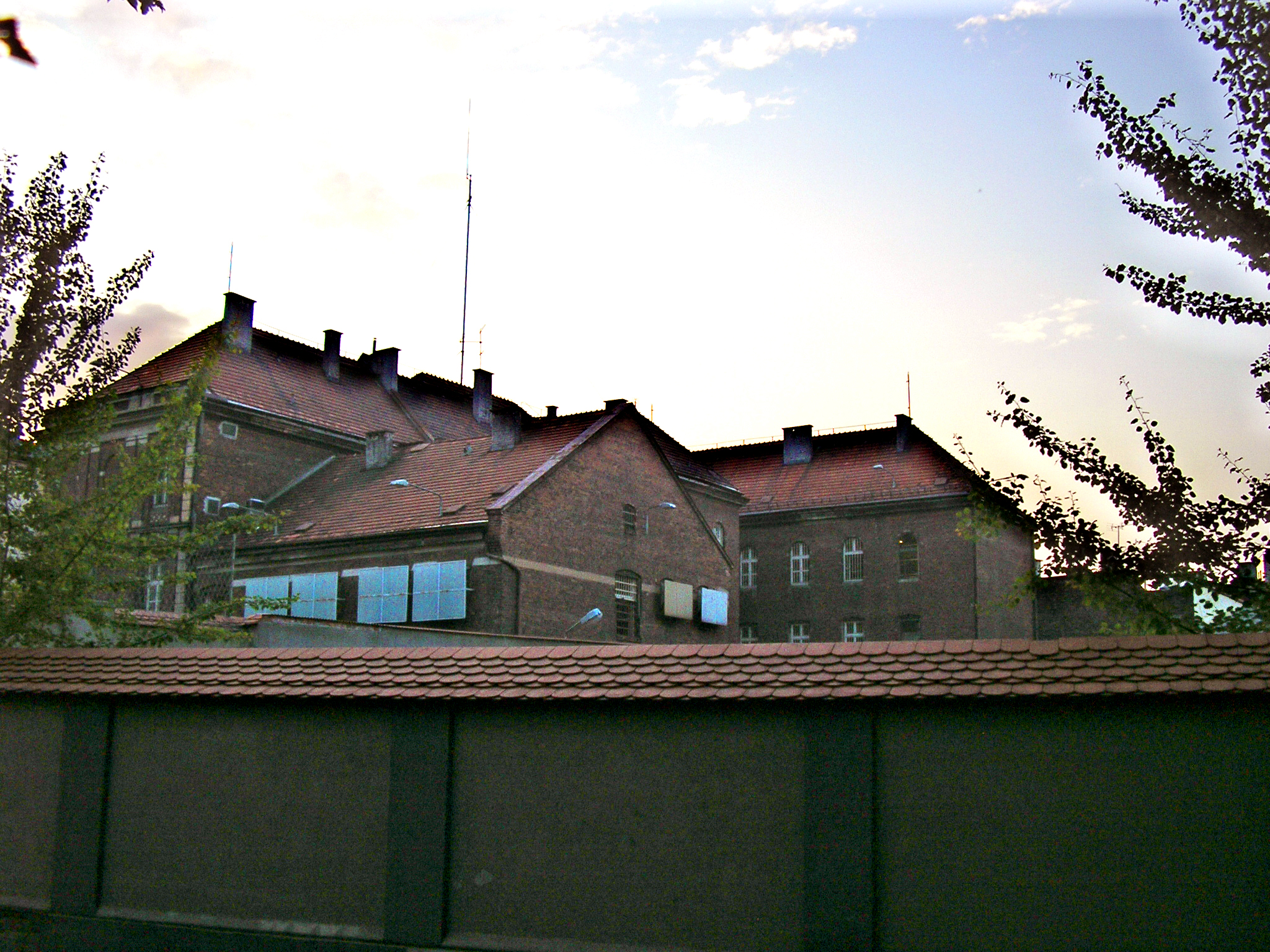
Le centre de détention de Cracovie-Podgorze, en face de l'arrière-cour où Ginczanka est assassinée (notez le blocage des fenêtres). Le bâtiment, conçu comme un palais de justice par les l'architecte juif polonais Ferdynand Liebling (1877–1942), est construit en 1905